# Slutsky-egyenlet
A Slutsky-egyenlet vagy Slutsky-azonosság (avagy Szluckij-egyenlet, illetve Szluckij-azonosság, angolul Slutsky equation) a mikroökonómiai fogyasztáselmélet egyik fontos összefüggését írja le. Lényege, hogy egy jószág árának megváltozásakor a jószág keresletének megváltozása két hatás összege:
- a jószág más javakhoz viszonyított relatív árának megváltozása (tehát az árarányok megváltozása) által eredményezett helyettesítési hatásé, és
- a fogyasztó jövedelmének vásárlóerejében bekövetkezett változásból (tehát hogy ugyanakkora jövedelemből kevesebb jószágot tud vásárolni) eredő jövedelmi hatásé.

Az egyenlet névadója Jevgenyij Szluckij ukrán származású közgazdász. A magyar közgazdasági szaknyelvben a Slutsky alak azért terjedt el, mert Szluckij a keresletről szóló híres cikkét olaszul tette közzé, ettől függetlenül azonban a fonetikus Szluckij alakot is használják a másik forma mellett.
A Slutsky-egyenlet a matematika nyelvén felírva két jószágból álló modell és az 1. jószág árváltozása esetén:
Jelölések:
- p1 – 1. jószág ára az árnövekedés előtt
- p1' – 1. jószág új ára
- p2 – 2. jószág ára
- m – jövedelem
- x1, x2 – 1., illetve 2. jószág kereslete az árnövekedés előtt
- q1 – 1. jószág (marshalli) keresleti függvénye
- TH – teljes hatás
- HH – helyettesítési hatás
- JH – jövedelmi hatás

## Az egyenlet deriváltalakja
A fejlettebb mikroökonómiában szinte minden esetben a Slutsky-egyenlet alábbi, deriváltakat tartalmazó alakjával szokás dolgozni:
Ekkor a bal oldalon lévő kifejezés a helyettesítési hatás, a jobb oldal első tagja a teljes hatás, a második tag pedig a jövedelmi hatás mínusz egyszerese. hi a hicksi keresleti függvény jele.
A deriváltalak számos mikroökonómiai levezetésben használható (így például a kereslet törvényének bizonyításakor), ráadásul nemcsak az i-edik jószág sajátár-változásának hatását írja le, hanem bármely (j-edik) ár változásának következményét xi-re. Ugyanakkor csak „a határon” bekövetkező, vagyis „nagyon kicsi” árváltozásokra alkalmazható.

## Lásd még
- Fogyasztáselmélet (mikroökonómia)

## Ajánlott irodalom
- Varian, H. R. (2005), Mikroökonómia középfokon, Akadémiai Kiadó, ISBN 963-05-8308-9